# Popis poznatih Indijanaca

## Poznati Indijanci
Glumci i pjevači:
- Abel Fernandez (Meksički Indijanac)
- Adam Beach (Chippewa)
- Alan Tafoya (Apache)
- Alex Rice (Mohawk) glumica
- Amanda Van Roberts (Kiowa/Chickasaw/Blackfoot)
- Amber Gunn (Winnebago)
- Angel McFarland-Sobotta (Nez Perce)
- Annie Galipeau (Maniwaki Algonquin)
- Anthony Parker (Omaha)
- Apesanahkwat (Menominee)
- Armand Soriano (Aztec)
- Arnold Cardinal (Cree)
- Arron Brooks (Cree)
- Ashley Callingbull (Cree)
- August Schellenberg (Mohawk)
- Benjamin Bratt (Quechua)
- Billy Merasty (Cree)
- Billy Two Rivers (Mohawk)
- Bradford F. Kelly (Chippewa)
- Bret Culpepper (Cherokee/Oneida)
- Brian Frejo (Seminole/Pawnee)
- Brummett Echohawk (Pawnee)
- Buffalo Child (Cree)
- Buffy Sainte-Marie (Cree)
- Byron Chief Moon (Sioux/Blackfoot)
- Cameron Mustain (Maya)
- Carmen Moore (Hwotsotenne)
- Carolina Hoyos (Quechua)
- Casey Camp-Horinek (Ponca)
- Cecile Dale (Cree)
- Charles White Eagle (Sioux)
- Charlie Hill (Oneida)
- Chief Dave Bald Eagle (Sioux)
- Chief Leonard George (Burrard)
- Courtney Red Horse Mohl (Cherokee)
- Curtis Jonnie (Chippewa)
- Dakota House (Cree)
- Danielle Soames (Mohawk)
- Darwin Seed (Cree)
- Deanna Allison
- Dennis Ambriz
- Duane Loken (Comanche)
- Dustin Bailey (Osage)
- Eric Schweig ()
- Evan Adams
- Frank Salsedo (Wappo/Klamath)
- George Leach (Sta’atl’imx)
- Gerald Auger
- Gary Farmer (Cayuga)
- Graham Greene (Oneida)
- Irma-Estel LaGuerre (Aztec/Taino)
- Jani Lauzon
- Jared O'Brien (Gitksan)
- Jeanine Standing Bear (Sioux)
- Jennifer Podemski (Saulteaux)
- Jennifer Rice (Tuscarora/Irkinja)
- John Belindo (Kiowa)
- Jules H. Desjarlais (Saulteaux/Metis)
- Jonathon Brewer
- Kalani Queypo (Blackfoot/Havajac)
- Karina Leigh (Yaqui/Latina)
- Kelly Ray Vallo
- Kimberly Blackbird Littlejohn (Cherokee)
- Lois Red Elk (Sioux)
- Lorraine Thomas
- Mariel Belanger (Okanagon)
- Mark Redsky (Chippewa)
- Melanie Manuel
- Michael Greyeyes (Cree)
- Michelle Latimer
- Misty Upham (Blackfoot)
- Monique Mojica (Cuna/Rappahannock)
- Natalie Noel
- Natalie Yazzie (Navaho)
- Nathan Chasing Horse  (Sioux)
- Nick Ramus
- Nodin Hewitt (Chippewa)
- Phaedra Pardue-Blackwolf ()
- Phenocia Bauerle (Crow)
- Rachel Seenie
- Raoul Trujillo (Apache). Glumac i plesač
- Rebecca Berenson (Cherokee)
- Royana Black (Mohawk/Paugussett)
- Sarain Waskewitch
- Saginaw Grant (Sauk & Fox)
- Shane Zwack
- Sonny Landham (Cherokee)
- Sonny Skyhawk (Sioux)
- Summer Baldwin (Lemhi Shoshone/Bannock)
- Tokala Clifford (Sioux)
- Wes Studi (Cherokee)
- Wil Yazzie (Navaho)
- Vince "White Owl" Ramirez (Navaho)
- Will Moreau
- Yma Sumac pjevačica
- Zahn McClarnon (Sioux)

Političari
- Benito Juarez  (Zapotec) predsjednik Meksika
- Charles Curtis  (Kansa) pod-predsjednik SAD

Velike poglavice
- Addih-Hiddisch. Hidatsa
- Alchisay (Alchisea, Alchise). White Mountain Apaches
- Allalimya Takanin (Looking Glass) Nez Perce
- American Horse
- American Horse, Elder (Washicun Tashanka, Iron Shield) Oglala Sioux
- Atahualpa. Quechua
- Barboncito (Barbon) Navaho
- Bear Cut Ear. Crow
- Bear's Rib (Mato Chu-Tu-Hu). Hunkpapa Sioux
- Big Eagle. Santee Sioux
- Big Bear. Cree
- Big Bow (Zipkiyah, Zipkoheta, Zepko-Eete). Kiowa
- Big Foot (Spotted Elk). Miniconjou Sioux
- Big Tree. Kiowa
- Big Tree (Adoeette). Kiowa
- Billy Bowlegs (Holata Mico). Seminole
- Black Beaver. Delaware. /Vođa i skaut/
- Black Eagle (Wa budi-sapa). Assiniboin
- Black Elk (Hehaka Sapa). Oglala Sioux
- Black Elk
- Black Hawk (Makataimeshekiakiak) Sac
- Black Kettle (Moketavato). Cheyenne
- Black Mocassin. Haida
- Blackfoot. Crow
- Blue Jacket (Weyapiersenwah) Shawnee
- Bonito. Chiricahua Apaches
- Bow and Quiver. Comanche
- Bull Chief. Crow
- Captain Jack (Kintpuash). Modoc
- Chato. Mescalero
- Chief Charlot, elder (Victor Charlot). Flathead
- Chono Ca Pe. Oto
- Cochise ( Hardwood ) Chiricahua Apache
- Cornplanter. Seneca
- Crazy Bear. Oglala Sioux
- Crazy Horse (Tashunca-uitco)
- Crow Dog (Kangi Sunka). Brule Sioux
- Crow Foot (Isapo-Muxila) Kainah
- Crow King. Hunkpapa Sioux
- Cumnacatogue (Standing Turkey). Cherokee
- Cut Nose. Arapaho
- Does Everything. Crow
- Dohosan (Little Bluff) Kiowa
- Dull Knife (Morning Star) Cheyenne
- Eagle Elk. Oglala Sioux
- Flat Mouth (Flatmouth). Chippewa
- Fools Crow. Oglala Sioux
- Gall ( Pizi ) Hunkpapa Sioux
- Garfield, Chief. Jicarilla
- Geronimo (Goyathlay) Bedonkohe Apache
- Grizzly Bear. Menominee
- H Coa H'Coa-Coates-Min (Rabbit's Skin Leggins) Nez Perce
- He-Dog Oglala Sioux
- He-Han-Du-Ta (Red Owl). Mdewakanton Sioux
- Hiawatha (Aionwantha). Mohawk
- High Hawk. Brule Sioux
- Hole-In-The-Day, Younger (Bugonegijig). Chippewa
- Hollow Horn Bear (Matihehlogego). Brule Sioux
- Horse Chief. Pawnee
- Ignacio. Weeminuche Ute
- Iron Bull. Crow
- Iron Tail (Sinte Maza). Oglala Sioux
- Jason, Chief  (Kalkalshuatash). Nez Perce
- John Grass (Pezi). Teton Sioux
- John Ross (Coowescoowe, The Egret) Cherokee
- Joseph, Chief (Hinmaton Yalatkit) Nez Perce
- Kah-nung-da-tla-geh (Major Ridge). Cherokee
- Kanagagota (Standing Turkey) Cherokee
- Keokuk. Sauk & Fox
- Kickapoo. Mandan
- Kicking Bear. Oglala Sioux
- Kicking Bird (Tene-angop'te) Kiowa
- Lame Deer, John Fire. Oglala Sioux
- Lap-paWin-Soe. Delaware
- Lawyer. Nez Perce
- Lean Bear (Awoninahku). Cheyenne
- Leschi. Nisqually
- Lewis Downing. Cherokee
- Little. Oglala Sioux
- Little Big Man. Ogalla Sioux
- Little Crow. Santee
- Little Hill. Winnebago
- Little Raven. Arapaho
- Little Six (Shakopee) Mdewakanton Sioux
- Little Soldier. Yankton
- Little Turtle (Michikinikwa). Miami
- Little Wolf (Ohkom Kakit) Northern Cheyenne
- Little Wound. Oglala Sioux
- Loco. Warm Springs Apaches
- Lone Wolf (Guipago) Kiowa
- Ma-Has-Kah. Iowa
- Man Afraid Of His Horses, Younger (Tasunkkakokipapi). Oglala Sioux
- Mangas Coloradas. Chiricahua Apaches
- Manuelito ([[HastíCh’ilhajinii]]) Navaho
- Martin Charlot, younger. Flathead
- Massai (Big Foot). Chiricahua Apache
- Massasoit
- Mato-Tope. Mandan
- Mehkskehme-Sukubs. Piegan
- Menawa. Muskogee
- Montezuma Aztec
- Moses (Quelatican) Sinkiuse
- Mountain Chief (Ninastoko). Siksika
- Naiche. Chiricahua
- Nana /Nanay, Nane/ (Mimbreno Apache)
- Nawkaw (Walking Turtle). Winnebago
- Niawasis (Black Coal). Arapaho
- No-Tin. Chippewa
- Okee-Makee-Quid. Chippewa
- One Bull. Hunkpapa Sioux
- Ongpatonga (Big Elk, Elder)  Omaha
- Osceola (Asi-Yahola, Bill Powell, Talcy) Seminole
- Ostenaco. Cherokee
- Ouray (The Arrow). Tabeguache Ute
- Pacer (Peso, Essa-Queta). Kiowa Apache
- Pawnee Killer. Oglala Sioux
- Pebriska-Rubpa. Hidatsa
- Perits-Shinakpas (Medicine Crow) Crow
- Petalesharo ("Man Chief"). Pawnee
- Plenty Coups. Crow
- Pontiac (Ponteach) Ottawa
- Powder Face. Arapaho
- Pretty Eagle. Crow
- Propio-Maks. Walla Walla
- Pteh-Skah. Assiniboin
- Pushmataha. Choctaw
- Quanah Parker Comanche
- Rain-in-the-Face (Iromagaja) Hunkpapa Sioux
- Red Cloud (Makhpiya-luta) Oglala Sioux
- Redbird Smith. Cherokee
- Roman Nose (Woqini, Hook Nose). Southern Cheyenne
- Running Antelope. Hunkpapa Sioux
- San Juan. Mescalero Apaches
- Satank (Setangya, Sitting Bear). Kiowa
- Satanta (Set-Tainte) Kiowa
- Seattle Duwamish & Suquamish
- See-non-ty-a. Iowa
- Sequoya (Suh-kwoy'-uh) Cherokee
- Shavano. Tabeguache Ute
- Shot in the Hand. Crow
- Shot In The Eye. Oglala Sioux
- Sitting Bull (Tatanka-Iyotanka) Hunkpapa Sioux
- Sleepy Eye (Eshtahumbah). Sisseton Sioux
- Spotted Tail (Sinte Galeska). Brule Sioux
- Stand Watie. Cherokee
- Standing Bear (Mo-Chu-No-Zhi). Ponca
- Steep Wind. Teton
- Struck By The Ree. Yankton
- Stumbling Bear (Setimkia) Kiowa
- Stumickosucks. Kainah
- Tah-chee. Cherokee
- Taimah. Fox
- Tarhe. Wyandot
- Taza. Chiricahua Apache
- Tecumseh  /Tecumtha / Shawnee
- Ten Bears (Paria Semen) Comanche
- Tenskwatawa (The Prophet). Shawnee. /Šaman/
- The Six. Chippewa
- Theyendanega. Mohawk
- Three White Crows. Gros Ventre
- Thunder Chief. Siksika
- Thunder Hawk. Oglala Sioux
- Tim Hill (Hustul). Nez Perce
- Tomason. Nez Perce
- Tosawi (Toshaway, Toshua, Silver Brooch). Comanche
- Two Guns White Calf. Siksika
- Two Hatchet. Kiowa
- Two Leggings. Crow
- Two Moons (Ishi'eyo Nissi) Northern Cheyennes
- Two Strike (Nomkahpa) Brule Sioux
- Uncas. Mohegan
- Victorio. Apache
- Wa-Na-Ta. Yanktonai
- Wa-Pel-La. Fox
- Wabokieshiek. Winnebago
- Weasel Bear. Northern Cheyennes
- Washakie. Shoshoni
- Washunga. Kansa
- White Buffalo. Northern Cheyenne
- White Bull. Hunkpapa Sioux
- White Eagle. Pawnee
- White Eagle. Ponca
- White Horse (Tsen-tainte). Kiowa
- Wild Horse (Sunk Watogla). Oglala Sioux
- Wolf Necklace. Palouse
- Wolf Robe. Southern Cheyennes
- Wooden Leg (Kummonk'Quiviokta). Northern Cheyennes
- Wovoka (Jack Wilson; Wanekia). Northern Paiute
- Wun-nes-tou (White Buffalo) Siksika
- Yellow Bull. Nez Perce
- Yellow Thunder (Wakunchakookah). Winnebago
- Yellow Wolf (Hermene MoxMox). Nez Perce
- Yoholomicco. Muskogee

## Poveznice
- Povratak Indijanci